# كلوريد الهيدروجين
كلوريد الهيدروجين هو مركب صيغته الكيميائية هي HCl. وهو غاز أكال عديم اللون في درجة حرارة الغرفة، يُشكل عند مخالطته لماء الرطوبة الموجود في الهواء أدخنة بيضاء من حمض كلور الماء أو حمض الهيدروكلوريك إذا كان كثيفأً. يُعتبر غاز كلوريد الهيدروجين وحمض الهيدروكلوريك من المواد المُهمّة في مجال التكنولوجيا والصناعة. ومن الشائع أيضًا إطلاق الصيغة HCl على حمض الهيدروكلوريك، وهو المحلول المائي لغاز كلوريد الهيدروجين.

## الخواص الكيميائية

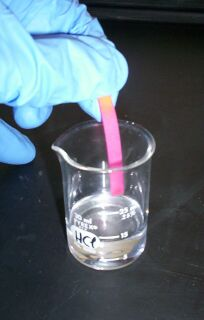
أبخرة حمض الهيدروكلوريك تحول ورقة الpH (الأس الهيدروجيني) للون الأحمر مما يظهر أن تلك الأبخرة حمضية

كلوريد الهيدروجين هو جزيء ثنائي الذرة، ويتكون من ذرة هيدروجين H وذرة كلور Cl متصلتين بواسطة رابطة تساهمية واحدة. وبما أن ذرة الكلور أكثر كهروسلبية (جذباَ للإلكترونات) بكثير من ذرة الهيدروجين، تكون الرابطة التساهمية بين الذرتين قطبية على نحو تام. ونتيجة لذلك، فإن جزيء كلوريد الهيدروجين يملك عزم ثنائي القطب كبير وذلك لوجود شحنة جزئية سالبة (δ-) عند ذرة الكلور وشحنة جزئية موجبة (δ +) عند ذرة الهيدروجين. وإلى حد كبير ترجع قابلية غاز كلوريد الهيدروجين الشديدة للذوبان أو التحلل في الماء (وفي المذيبات القطبية الأخرى) لقطبيته العالية.
تندمج جزيئات الماء H2O وكلوريد الهيدروجين HCl عند الالتقاء، لتشكيل كاتيونات الهيدرونيوم H3O+ وأنيونات الكلوريد Cl− من خلال تفاعل كيميائي قابل للعكس:
HCl + H2O → H3O+ + Cl−
ويطلق على المحلول الناتج من التفاعل السابق حمض الهيدروكلوريك، وهو حامض قوي. جدير بالذكر أن ثابت التفكك أو التأين،Ka، لحمض الهيدروكلوريك قيمته كبيرة، وهو ما يعني أن كلوريد الهيدروجين HCl عمليا َيتفكك أو يتأين تماماَ في الماء. وحتى في حالة عدم وجود الماء، يمكن لكلوريد الهيدروجين مع ذلك أن يحل محل الحامض. على سبيل المثال، يمكن لكلوريد الهيدروجين أن يذوب في بعض المذيبات الأخرى مثل الميثانول، ويضيف بروتونات للجزيئات أو الأيونات، ويعمل كحمض-حفاز للتفاعلات الكيميائية التي تتطلب ظروفاَ لامائية (خالية من الماء).
HCl + CH3OH → CH3O+H2 + Cl−
ولذلك كلوريد الهيدروجين هو مادة أكالة بسبب طبيعته الحمضية، لا سيما في وجود الرطوبة.

## اقرأ أيضاً
- عملية مانهايم